# Дирестуй (Бурятія)
Дирестуй (рос. Дырестуй, бур. Дэрэстэй) — улус Джидинського району, Бурятії Росії. Входить до складу Сільського поселення Дирестуйське.
Населення — 1095 осіб (2015 рік).